# Dopravný podnik Bratislava
Dopravný podnik Bratislava, akciová spoločnosť, abgekürzt DPB, wörtlich Verkehrsbetrieb Bratislava AG, ist ein slowakisches Verkehrsunternehmen mit Sitz in Bratislava. Es gehört zu 100 Prozent der Stadt Bratislava und ist abgesehen von den Eisenbahngesellschaften der einzige Betreiber öffentlicher Verkehrsmittel in der slowakischen Hauptstadt. 

## Geschichte
Das Unternehmen wurde im Juni 1898 unter dem ungarischen Namen Pozsonyi Város Villamos Vasút (P.V.V.V) gegründet und war eine Tochter der örtlichen Elektrizitätsaktiengesellschaft Pozsonyi Villamossági Részvénytársaság (P.V.R.T.). Infolge der Abtretung Oberungarns an die neu gegründete Tschechoslowakei firmierte die Gesellschaft nach dem Ersten Weltkrieg als Bratislavská mestská elektrická železnica (B.M.E.Ž.) und wurde schließlich 1922 in Bratislavská elektrická účastinná spoločnosť (B.E.Ú.S.) umbenannt. Ab 1935 war das Unternehmen ferner Mehrheitseigner der Elektrická lokálna železnica Bratislava-krajinská hranica, welcher der tschechoslowakische Abschnitt der Pressburger Bahn gehörte.

## Verkehrsangebot
Die DPB betreibt die meterspurige Straßenbahn Bratislava (fünf Linien), den Oberleitungsbus Bratislava (zwölf Linien), 68 Omnibuslinien sowie ein Nachtbusnetz mit weiteren 20 Linien. Das Bedienungsgebiet erstreckt sich über ganz Bratislava sowie über Chorvátsky Grob im Nordosten, die ungarische Gemeinde Rajka im Süden und die österreichischen Gemeinden Wolfsthal und Hainburg an der Donau im Westen.
Als Einzelfahrkarten werden Kurzzeitkarten mit einer Geltungsdauer von 15 und 60 Minuten angeboten.